# Дімантс Кріш'яніс
Дімантс Кріш'яніс (15 вересня 1960) — латвійський академічний веслувальник.
Срібний призер Олімпійських Ігор 1980 року в складі розпашної четвірки зі стерновим.